# Бренгули (станция)
Бре́нгули (латыш. Brenguļi) — железнодорожная станция на линии Рига — Лугажи, ранее являвшейся частью Псково-Рижской железной дороги. Станция упоминается начиная с 1918 года, до 1919 года носила название Нойврангельсхоф (Neu-Wrangelshof) и Яунбренгули (Jaun-Brenguļi).. Станция использовалась до 1922 года, вновь открыта в 1925 году.
Находится на территории Бренгульской волости (Беверинский край) к северо-востоку от села Бренгули между станциями Валмиера и Стренчи.

На станцию Бренгули ведёт местная автодорога V211 Бренгули — станция Бренгули.

## Движение поездов
По станции проходят пассажирские дизель-поезда 661Р, 662Р, 663Р, 664Р, 667Р и 668Р.